# 治水橋

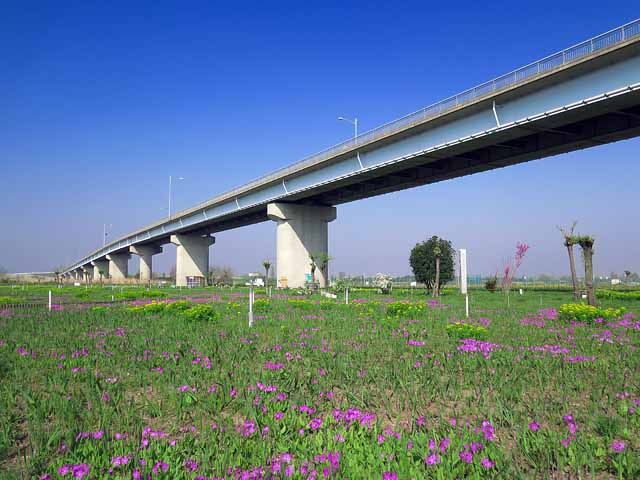
治水橋と桜草（2014年4月）

治水橋（じすいはし）は埼玉県のさいたま市西区二ツ宮と同市飯田新田の境で荒川に架かる、埼玉県道56号さいたまふじみ野所沢線の道路橋である。

## 概要
1993年完成の橋は、河口から42.0 kmの地点に架かる
長さ833.1メートル、全幅員12.5メートル、最大支間長68.7メートルの13径間鋼連続箱桁橋の1等橋（TL-20）である。車道の幅員は7.5メートル、歩道は幅員2.25メートルで車道を挟んだ両側に設置されている。橋面は河道上を頂点に緩い縦断勾配が付けられている。高欄は車道と歩道の間にも設置されている。親柱は両岸側とも旧橋を継承したような古風かつ優美な外見をしたもので、親柱に立てられた背の高いクラッシック調の橋灯には球形の照明灯がそれぞれ五つ取り付けられている。これは「YOU And I」と称される五つある旧大宮市、およびその周辺自治体を照明灯の球体で表現したものである。橋には治水橋と書かれた旧橋のトラスを模したオブジェが橋の中程にある道路照明灯に2か所設置されている。両岸はさいたま市で、県道は東では同市大宮区に、西にはびん沼川を隔てて富士見市やふじみ野市に通じるが、右岸側の取り付け道路のびん沼川高架橋において僅かに川越市域にかかる。左岸側の横堤上の取り付け道路は上流側のみに歩道が設置されている。県道の橋だが、橋の管理者はさいたま市である。
西武バスの大34系統路線（大宮駅西口-所沢駅東口）の路線バスの走行経路である。富士見寄りのバス停は「治水橋堤防」が最寄り。

## 歴史

### 1934年の橋

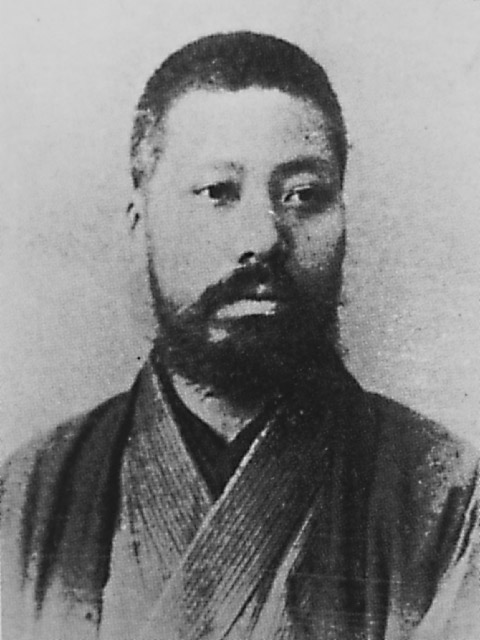
「治水翁（じすいおう）」斎藤祐美。橋の名前の由来にもなった。

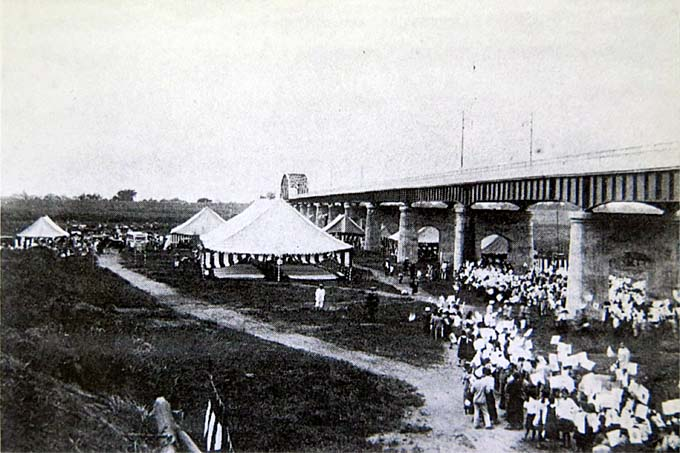
治水橋開通式

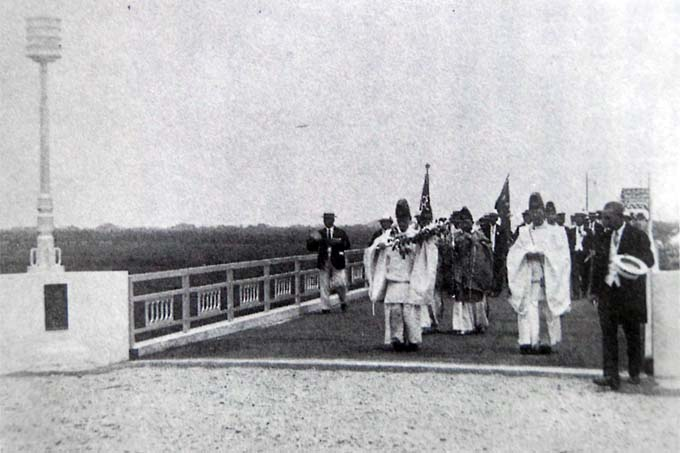
渡り初め

荒川が現在の位置を通るようになったのは1926年（大正15年）5月17日のことである。明治時代から続いた河川改修の一環で、直線化で取り残された旧川の曲線部はびん沼（今のびん沼川）となり、新しい川には渡船場が置かれ有料の賃渡船が運行されたが1927年（昭和2年）に県営化された。渡船場は「馬宮の渡し」と呼ばれ、治水橋とほぼ同じ場所に位置していた。治水橋の開通により渡船場は1934年（昭和9年）に廃止された。
1927年（昭和2年）の通常県会で治水橋の架橋が可決され、治水橋の工事は埼玉県が事業主体となり、失業救済事業として1931年（昭和6年）12月に着工され、延べ5万人余りの作業員と総工費34万6700円をかけて1934年（昭和9年）7月に竣工した。橋の設計は埼玉県土木課、下部工は中央土木、上部工は桜田機械工業（サクラダ）、橋面舗装は日本ソリヂチットが請負った。また、長さ251.26メートル（右岸側146.26メートル、左岸側105.0メートル）、幅員7.5メートルの取り付け道路も合わせて整備れた。
開通式はぬけるような快晴の下、同年7月23日の11時に左岸河川敷に設けられた会場で挙行された。開通式は先ず神主の神事や玉串礼拝が執り行われた後、県知事の式辞および内務省東京土木出張所長や県会副議長や高橋浦和市長や間宮村長、そして本橋の架橋運動に尽力した功労者である埼玉県会議員斎藤祐美の祝辞が行われ、後に神官と共に県知事を初め来賓500名と橋の付近に所在する第一・第二馬宮尋常高等小学校（現、さいたま市立馬宮東小学校およびさいたま市立馬宮西小学校）の国旗を手にした児童600名による渡り初めが、青空に合図花火（信号雷）が鳴り響く中、左岸から右岸に向けて行われた他、河川敷の会場では関係市町村の代表者が主催する祝宴が盛大に開催され、花火が打ち上げられたり山車が練り歩き、屋台等が出店するなどの余興が催されるなど夜まで大変な賑いだったという。
また、荒川を挟み折り返し運転していた浦和・川越間を運行する路線バスも同日の14時より全通した。
全長628.18メートル、全幅員6.01メートル、有効幅員5.5メートル、設計荷重は道路構造令第二種荷重（後、耐荷荷重20トン）。高水敷の区間はゲルバー式鋼鈑桁で、中間の低水路に掛かる区間が旧上江橋に似た1スパンの垂直材のある最大支間長60メートルの曲弦ワーレン構橋構造を持つ鋼橋であった。支間割は左岸側から23.16 m＋26.67 m ×11＋23.36 m＋（60.0 m）＋23.36 m＋26.67 m ×7＋17.74 mの計23連である。横断勾配は2パーセント、縦断勾配は最大0.44パーセント（1 / 227）であり、トラス桁の支承を頂点に全体的に非常に緩やかな放物線状に反っている。下部工（橋脚）も外見が旧上江橋のものと酷似する。橋脚の基礎は鋼鈑桁の箇所は杭基礎、トラス桁の箇所は井筒基礎が使われている。床版は鉄筋コンクリート製でトラス桁は厚さ15糎、鋼鈑桁は厚さ14糎で厚さ3糎の瀝青乳剤舗装を施してある。高欄および親柱は付近に桜草の自生地であった天然記念物の錦乃原があったことなどから周辺との調和を配慮しつつ、経済的かつ優美なるものを採用し、親柱は人造石を使用して電飾を設けるなど美観にも配慮した。
荒川中流には広い河川敷がとってあるが、何年かごとの増水でこれが一面水浸しになる。治水橋付近では川の左岸が広い。そこで、いくつかの場所で左岸に元の堤防から直角に、川に向けて突き出た横堤を作り、それによって河川敷にあふれ出た水勢を弱めることにした。治水橋の箇所では馬宮第一横堤が1929年（昭和4年）11月13日に着工し、橋の工事と並行して工事が進み、1934年（昭和9年）3月31日に完成した。治水橋は左岸でその横堤に接続し、取り付け道路が横堤の天端を通る。
その後の交通量の急増に伴い歩行者や自転車が危険に晒されるようになったため、1974年（昭和49年）に総工費2億1000万円を投じて上流側に橋長633.7メートル、幅員2.25メートルの歩道専用の側道橋である「治水橋歩道橋」が鋼床版鈑桁橋として架橋され、歩行者・自転車はここを通るようになった。
この初代の橋は1993年（平成5年）に新しい橋ができたときに取り壊されたが、びん沼川高架橋の南端そばに、トラスを構成する下弦材と垂直材の一部が治水橋メモリアル・モニュメントとして、齊藤治水翁彰功碑の脇に保存されている。また、横堤上の初代の橋の取り付け道路も廃道として残されている。なお齊藤治水翁彰功碑は元々は1951年（昭和26年）12月に治水橋の西詰に建立されていたが、びん沼川高架橋の整備の際に1995年（平成7年）に県道の通行車両の目につきやすい様、現在の場所に移設され、その彰功碑移設の経緯を記した石碑が設立された。橋の解体は横河ブリッジが担当し、トラッククレーンによる一括撤去工法を用いて行われた。
橋の名称は、橋の右岸の馬宮村飯田新田（現在のさいたま市西区飯田新田）で生まれ、荒川の治水に功があった埼玉県会議員斎藤祐美の号「治水」から付けられた。この地点での架橋は県議選での斎藤の公約の一つでもあった。

### 1993年の橋

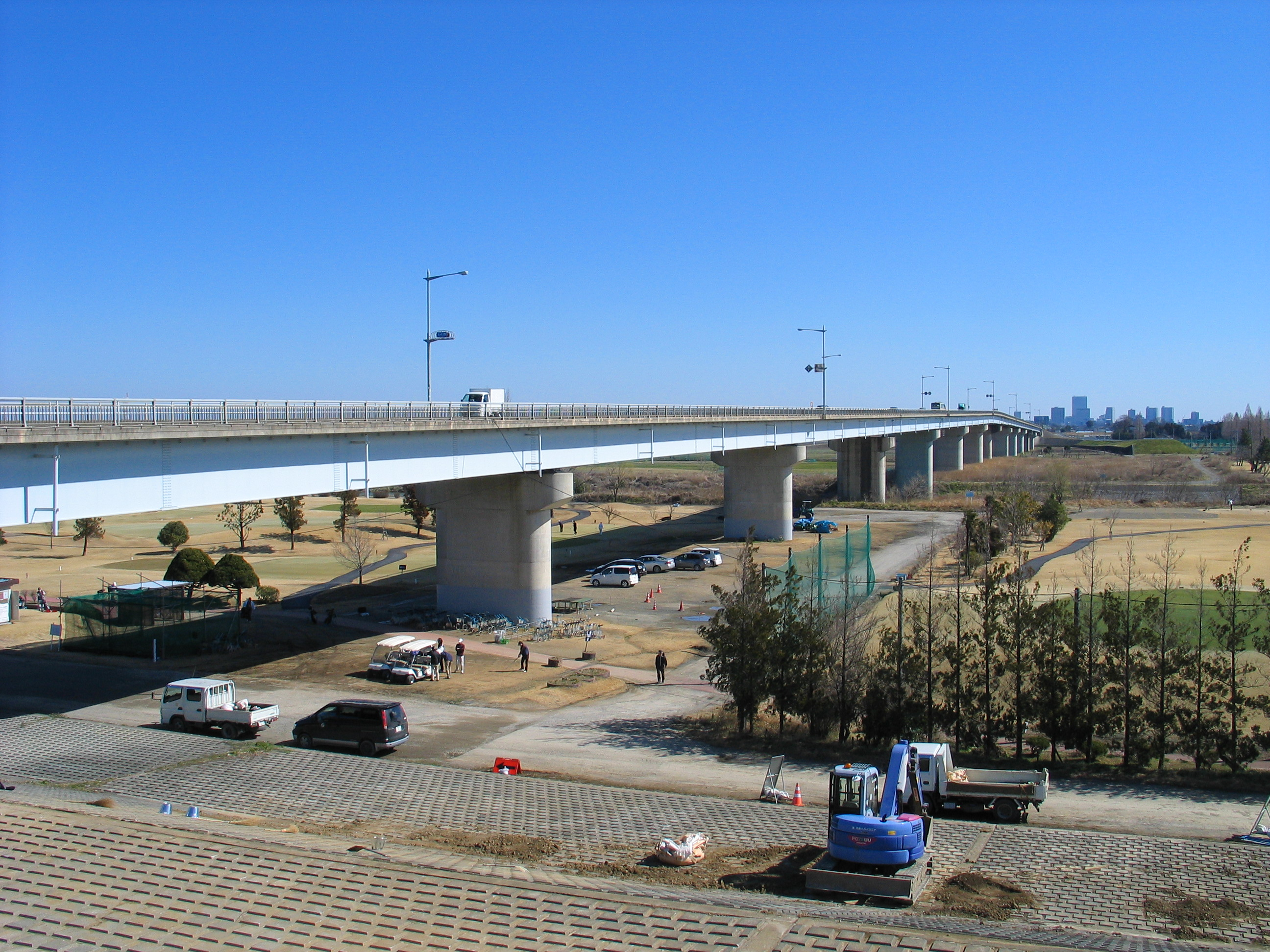
右岸、南側から望む治水橋（2012年3月）

後、老朽化が進んだのをみて、地元の住民と政治家が「治水橋架橋期成会」を作って埼玉県に働きかけた。新しい橋は国庫補助を受けた橋梁整備事業により埼玉県が事業主体となり、総工費約73億7500万円を投じ1983年（昭和58年）夏事業に着手し、架換調査が実施された。橋の設計は「橋梁コンサルタント」および「建設技術研究所」が担当した。1987年（昭和62年）橋の建設が始められ、1993年（平成5年）6月に古い橋より少し川上側の位置に永久橋として竣工した。橋の長さは833.1メートルで事業区間の総延長は1780メートルにも及んだ。構造の特色として、走行性や維持管理を考慮して連続桁を採用していることから温度変化による水平作用が生じやすくなり、これを吸収するため、当時の大型鋼橋としてあまり例がない大型ゴム支承が採用されている。下部工基礎は河川条件により深い基礎にしなければならず、検討した結果、鋼管矢板基礎が採用されている。施工会社が多く、31社を数える。橋の鋼種は「SM 490 Y」、床版は鉄筋コンクリート床版を使用している。架設工法はトラッククレーンベント工法や送り出し工法が用いられた。橋の塗色は「塗装色彩検討委員会」と呼ばれる専門の委員会を設け、歴史的背景や四季の変化などを考慮し、周囲の景観に溶け込みやすい低彩度系の色であるライトグレーが採用された。
開通式は同年6月15日に地元関係者200人が出席する中挙行され、テープカットやくす玉開披が執り行われた。
右岸の堤防に達すると長さ377.5メートルのびん沼川高架橋に接続し、大きく南にカーブして、びん沼川と何本かの道をまとめて越える。びん沼川高架橋は、新しい治水橋のために作られ1991年（平成3年）に竣工した主径間37.0メートルの連続鋼鈑桁橋である。それまで県道は荒川右岸の堤防沿いに北上し、丁字路の信号を右折して治水橋に入っていたため、これにより堤防から平地への坂の傾斜が緩み、交通の流れがよくなった。この旧橋の取付道路は後年実施された堤防の扛上（嵩上げ）により一部埋められたが残されている。開通当時は大宮市に架かる橋であったが2001年（平成13年）に大宮市は浦和市、与野市と合併し、所在地がさいたま市となった。
2019年（令和元年）10月12日から13日にかけて発生した令和元年東日本台風（台風19号）の影響で、13日の1時50分に荒川が氾濫危険水位に到達し、通行止めとなった。

## 周辺
この辺りの荒川では鮒や鯉が釣れる。1979年、1985年に実施された魚類捕獲調査では、ゲンゴロウブナが優占し、他に両年にまたがって捕獲されたのはニゴイであった。橋のある場所は1969年（昭和44年）度より埼玉県が水質測定を行う地点のひとつに加えられている。
河川敷は水田のほか、ゴルフ場、運動場に利用されている。橋からは東はさいたま市市街地のビル群を、西は富士山や秩父連山を望める。河川敷を埼玉県道155号さいたま武蔵丘陵森林公園自転車道線が南北に通り、治水橋と交差する。橋の下流側で左岸側の河川区域内には二ツ宮集落と呼ばれる小規模な集落があった。現在も居住世帯がある。
- 東京健保組合大宮運動場
  - O･Fパークゴルフ - さいたま市で初となるパークゴルフ場[32]
- 埼玉県警察 機動センター
- さいたま市立馬宮東小学校
- さいたま市立馬宮西小学校
- さいたま市立馬宮中学校
- 川越東高等学校
- 萱沼びん沼公園
- 錦乃原桜草園 - 国指定天然記念物「馬宮村櫻草自生地」の碑がある。付近一帯は桜草自生地の錦乃原があったが、戦後の食糧難に伴う開墾により消滅した[35][36]。
- 大宮カントリークラブ

## 風景

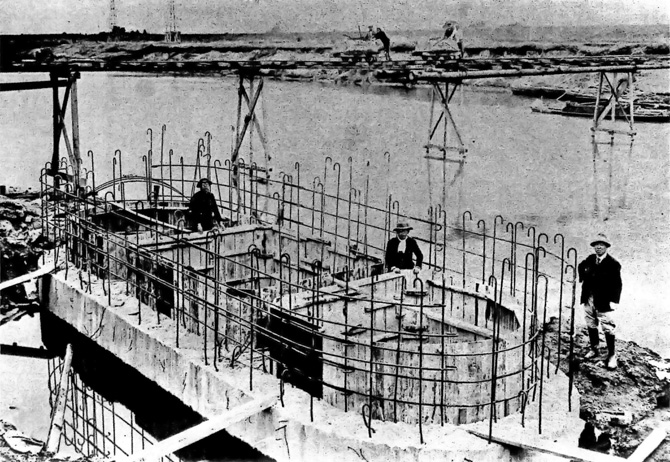
旧治水橋下部工の建設工事（1931年頃）
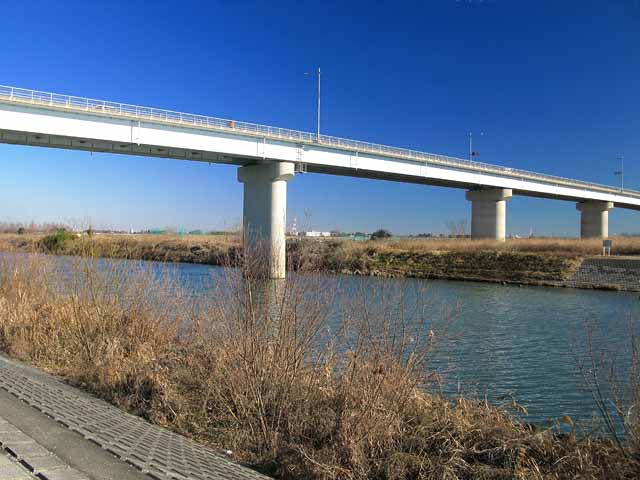
右岸下流側高水敷より。
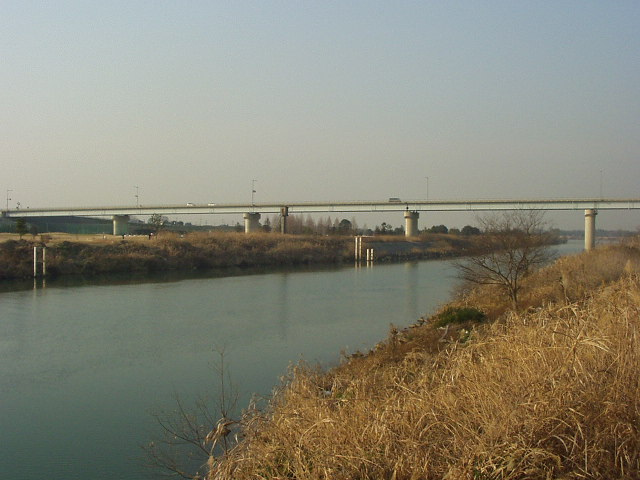
左岸、下流側から見た治水橋（2004年1月）。
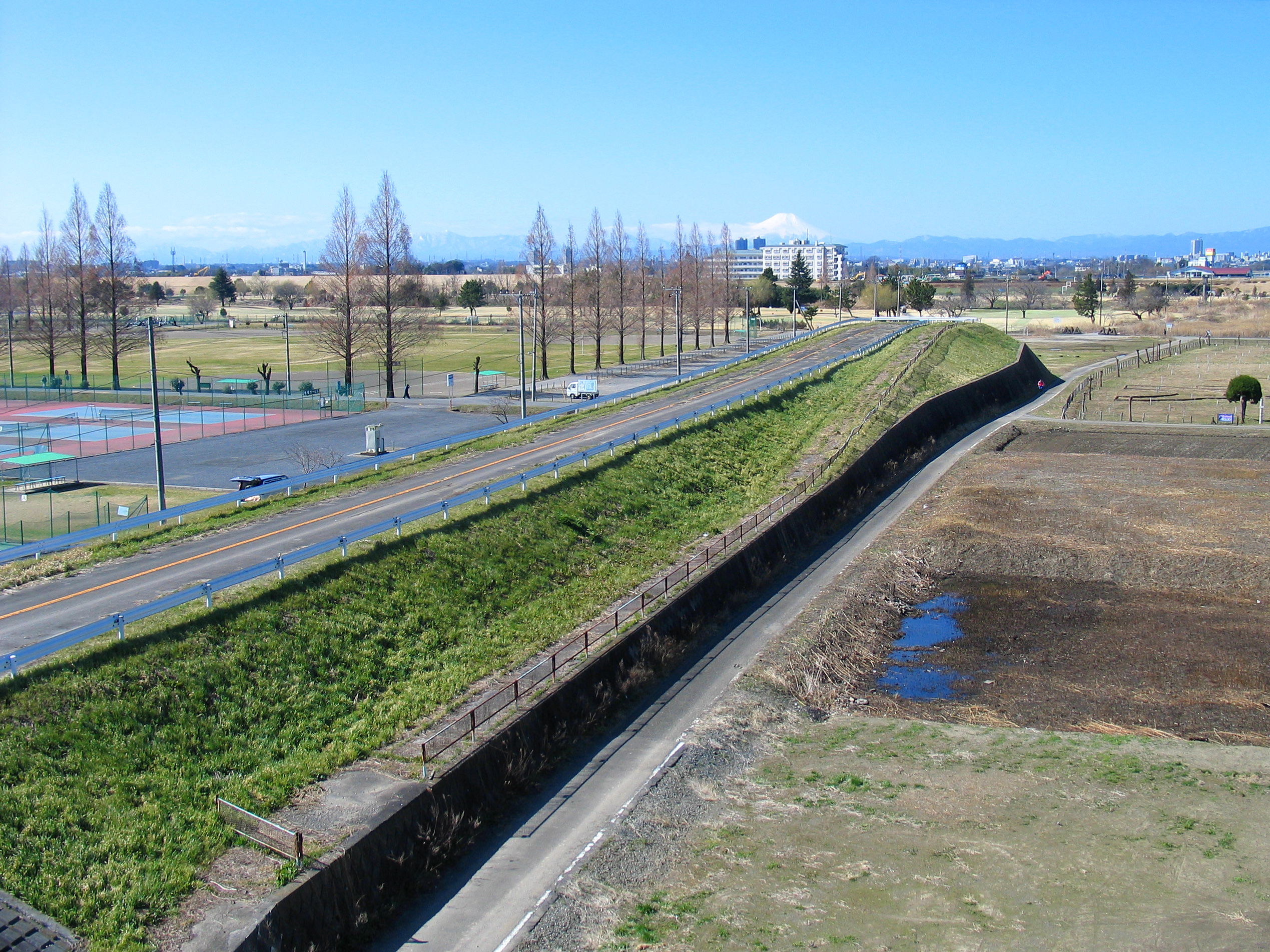
横堤の天端に残る旧治水橋の廃道。
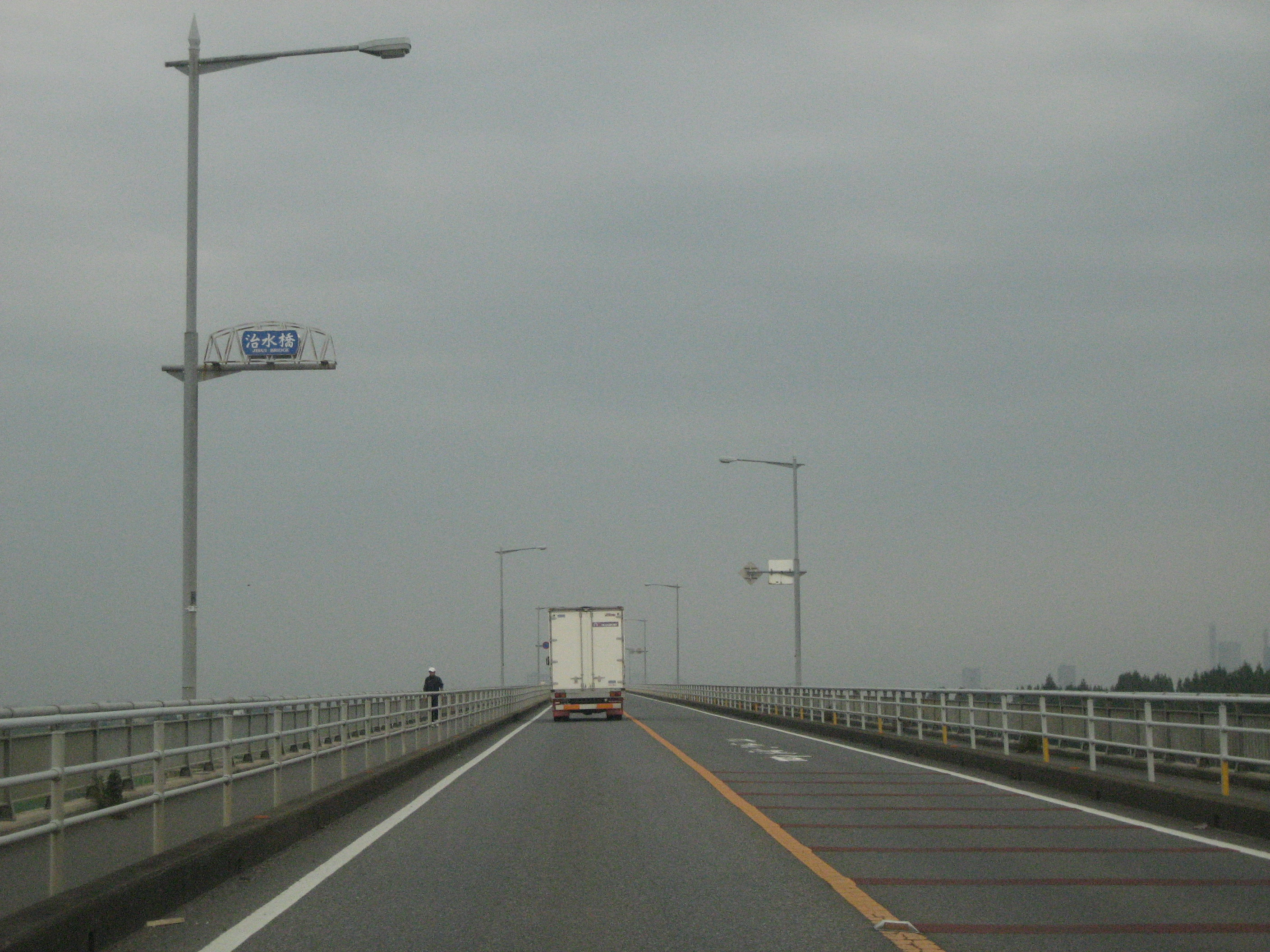
橋の上からさいたま市街地方面を望む。
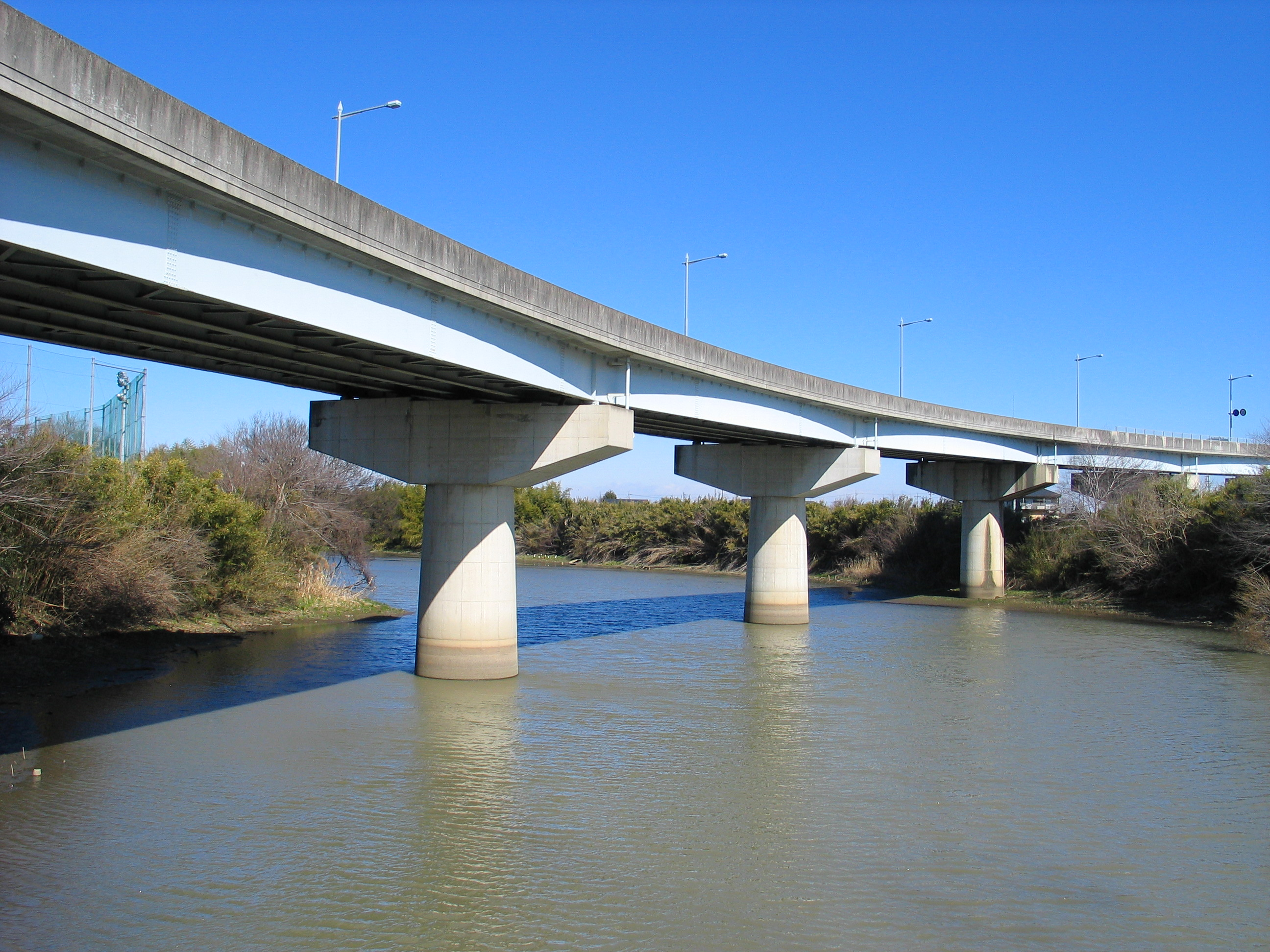
びん沼川とびん沼川高架橋。
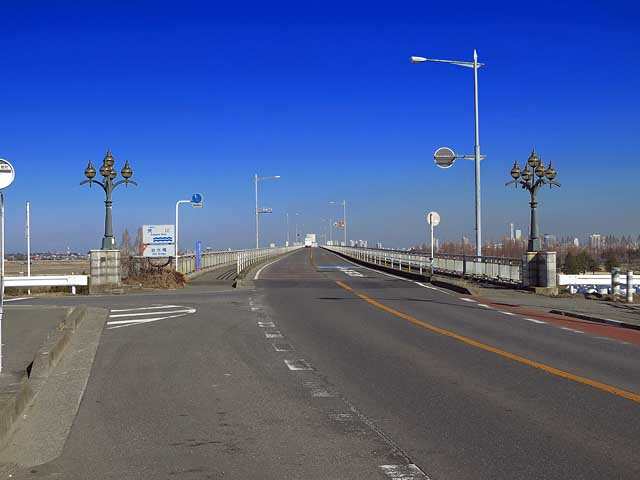
右岸側橋詰より望む。
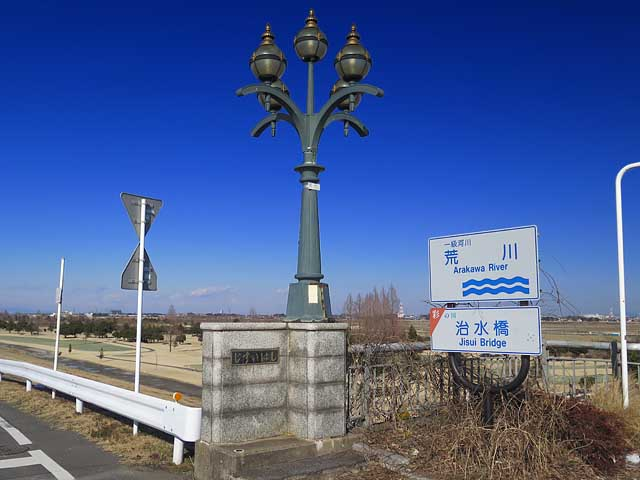
治水橋の親柱と照明灯。
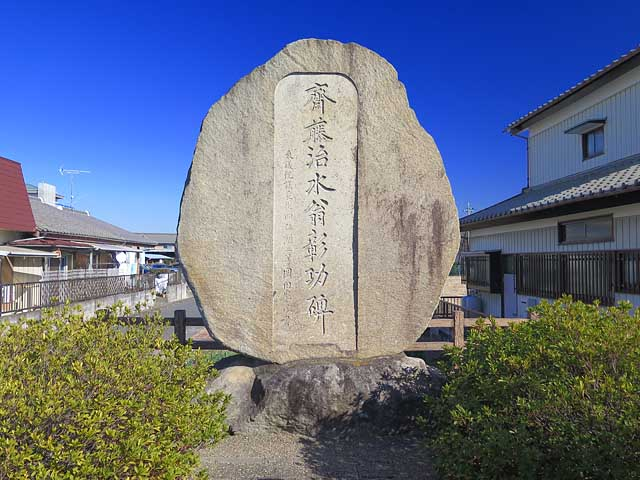
齊藤治水翁彰功碑。
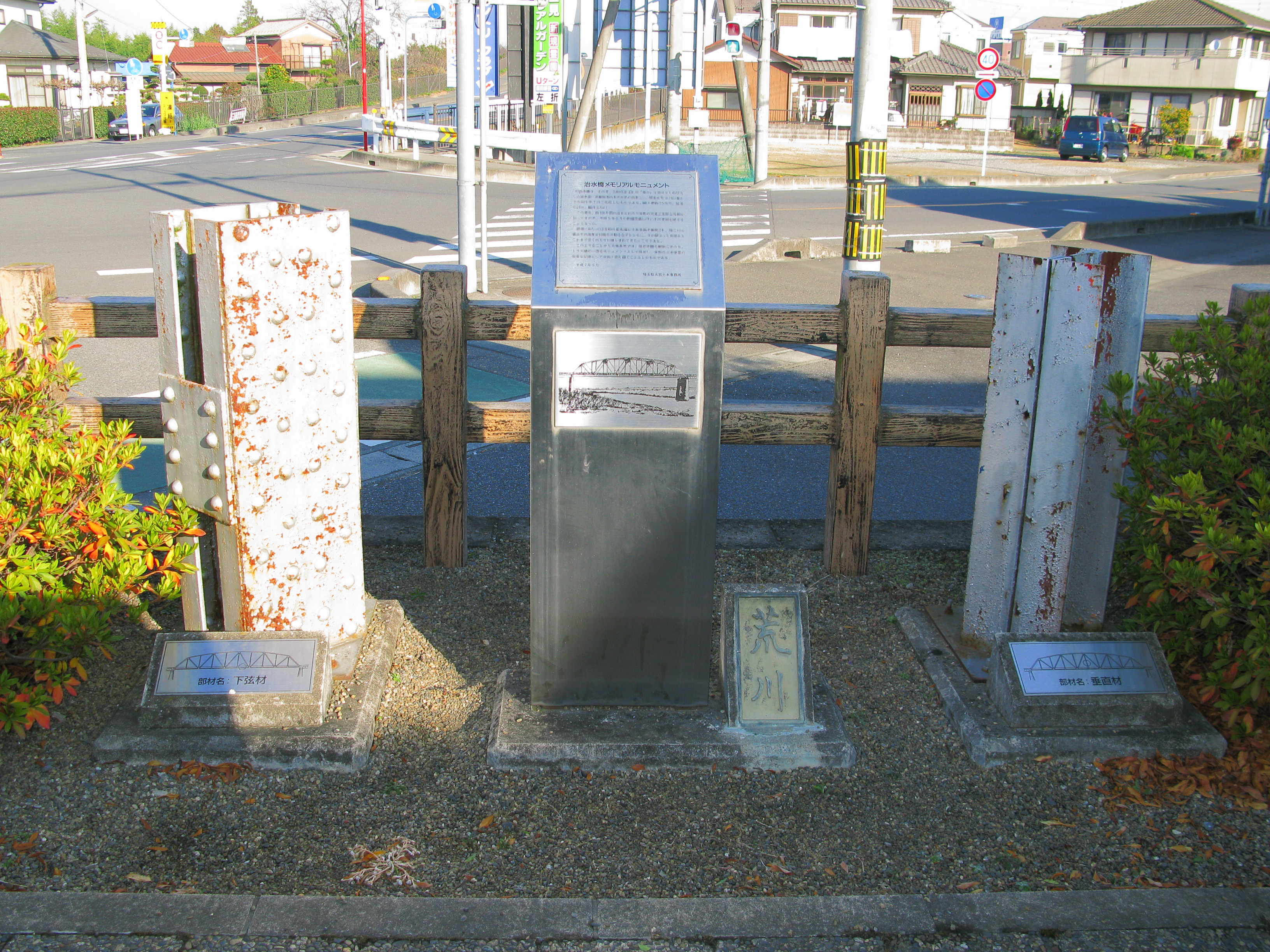
治水橋メモリアルモニュメント

## 隣の橋
- 荒川

（上流） - 上江橋 - 荒川橋梁 - 治水橋 - 羽根倉橋 - 秋ヶ瀬橋 - （下流）